# جانگ جی-وون
جانگ جی-وون (انگلیسی: Jang Ji-won؛ زادهٔ ۳۰ اوت ۱۹۷۹) تکواندوکار اهل کره جنوبی است.